# Dead Kennedys
Dead Kennedys fue una banda estadounidense de punk rock y hardcore punk, surgida a fines de la década de 1970 en la ciudad de San Francisco.  La banda fue una de las primeras bandas de hardcore punk estadounidense que tuvo un impacto significativo en el Reino Unido.
Las letras de Dead Kennedys eran por lo general de naturaleza política, satirizando figuras políticas capitalistas y a la autoridad en general, así como la cultura popular e incluso el propio movimiento punk. Esta combinación de sarcasmo, sátira y humor negro en sus letras las diferenciaba de otras bandas punk de la ideología política de la izquierda.
Siempre atrajeron una considerable controversia por sus letras e ilustraciones provocativas; varias tiendas se negaron a vender su música e incluso tuvieron varias demandas a lo largo de su carrera, provocando un debate sobre la censura en el rock.
Publicaron cuatro álbumes de estudio a lo largo de su carrera, siempre comandados por el vocalista Jello Biafra, disolviéndose hacia 1986.
Se reunieron en el año 2000, aunque sin Biafra.

## Historia

### Primera época: fines de los 70
En 1978 East Bay Ray (Raymond Pepperell Jr.) un joven enamorado del rock and roll y la música surf pone un anuncio buscando gente para formar un grupo. 
A este responde Eric Boucher, conocido como Jello Biafra. Biafra, que al volver de Londres estaba impresionado por el punk, decidió formar un grupo cuando vio un concierto de los Ramones en Denver. 
Ambos contactan con Klaus Flouride (Geoffrey Lyall), y "6025" (Carlos Cadona): en junio nacen los Dead Kennedys. 
Graban su primera maqueta con East Bay Ray a la guitarra, Biafra como cantante, Klaus como bajista y 6025 a la batería. Buscando un baterista con más experiencia contactan con Ted (Bruce Slesinger), pasando 6025 a la segunda guitarra. Dan su primer concierto en un restaurante filipino Fab Mab, en el norte de San Francisco. 
A partir de entonces comienzan a tocar regularmente, aunque, debido a lo provocativo de su nombre (Los Kennedys Muertos), lo hacen muchas veces con seudónimos como The Sharks, The Creamsicles, Decay o The Pink Twinkies.
En 1979 6025 abandona la banda, debido a diferencias musicales con Biafra. Graban California Über Alles, su primer sencillo para Alternative Tentacles Records, la propia discográfica de Biafra. La canción es una feroz crítica al entonces gobernador ultra liberal de California Jerry Brown. El título de la canción hace referencia a la canción patriótica alemana "Das Lied der Deutschen",  que fue adoptada como expresión de superioridad racial durante la Alemania Nazi.
Durante el año, Biafra presenta su candidatura a la alcaldía de San Francisco con el objetivo de ridiculizar el proceso electoral. Su eslogan es “There’s always room for Jello” (“Siempre hay lugar para Jello (gelatina, en inglés)”), y presenta entre otras propuestas que los ejecutivos y los banqueros vistiesen con trajes de payaso o que a los policías los eligiesen los vecinos de los barrios en los que patrullen. En el proceso recibe más de 6000 votos, quedando el cuarto de diez candidatos.
Son invitados a una ceremonia de entrega de los "Bay Area Music Awards", donde aparecen irónicamente vestidos con camisas blancas con una “S” pintada con spray y corbatas negras (quedando así el símbolo del dólar: $ pintado sobre sus pechos) e interpretan una canción compuesta expresamente para esa ocasión: “Pull My Strings”, en la que atacan a los empresarios de la música y a los artistas mainstream. 
No volvieron a ser invitados a la ceremonia, ni grabaron la canción en ningún álbum, pero incluyeron el tema en directo en el recopilatorio Give Me Convenience or Give Me Death (Alternative Tentacles, 1987).

### "Fresh Fruit for Rotting Vegetables"
En 1980 publican su segundo sencillo, el antimilitarista Holiday in Cambodia, en el que cargan contra los marines estadounidenses. Ese mismo año publican su primer LP, Fresh Fruit for Rotting Vegetables. El LP incluye “California Über Alles” y “Holiday in Cambodia”, y le precede el sencillo Kill the Poor, en el que Biafra ironiza con acabar con todos los pobres para conseguir una sociedad limpia. La canción es entendida por muchos de manera literal, así como “California Über Alles” (que se convirtió en una expresión muy usada por los jóvenes californianos de extrema derecha), lo que les empieza a acarrear sus primeros problemas y el ser tildados de fascistas. Sus conciertos son vigilados por fuerzas policiales y, a pesar de sus problemas, su popularidad se dispara dentro y fuera de Estados Unidos de América, llegando a ser disco de oro en el Reino Unido (llegó al número 33 de las listas de este país).
En 1981 Ted abandona y es substituido por D.H. Peligro (Darren Henley). 
Con la nueva formación publican los sencillos Too Drunk to Fuck y Nazi Punks Fuck Off’, donde arremeten contra el uso de iconografía nazi por parte de los punks (hay muchas fotografías en las que se ve a Sid Vicious luciendo una camiseta con una esvástica). 
Parece ser que la canción lleva alguna alusión velada al grupo escocés The Exploited. En una gira por el Reino Unido, Jello Biafra protagoniza una pelea con Wattie Buchan, líder de The Exploited. 
Biafra realizó unas declaraciones en las que dijo que “The Exploited y la policía son lo mismo”, debido a los supuestos contactos y connivencia de The Exploited con el partido ultraderechista inglés National Front. 
La banda escocesa responde con dos temas: “I Hate You” (dedicada a Biafra) y “Fuck the U.S.A” (dedicada a Dead Kennedys y su país).
A finales del año publican el EP In God We Trust, Inc. (en el que incluyen el tema “Nazi Punks Fuck Off”). El disco contiene numerosos temas en los que se ataca a la derecha religiosa estadounidense. La canción “We’ve Got a Bigger Problem Now” es una versión de “California Über Alles” dedicada esta vez a Ronald Reagan. En esta época comienzan los roces entre Biafra y East Bay Ray cuando, según el primero, East presiona al resto del grupo para firmar un contrato con Polydor Records, una multinacional, a lo que Biafra se opone frontalmente, amenazando con dejar el grupo si sucede así. 
Durante la campaña electoral de 1981, Dead Kennedys organizan conciertos de protesta frente a actos tanto del Partido Republicano como del Demócrata. 
Los conciertos se realizaban bajo férreas medidas de seguridad, llegando a realizarse cargas policiales en muchos de ellos.

### Siguientes álbumes y separación
En 1982 aparece Plastic Surgery Disasters, su segundo LP de estudio. El disco es una feroz crítica al “American way of life”, cargando contra la familia patriarcal, la televisión como forma de control social, la destrucción del medio ambiente,  el imperialismo estadounidense y la derecha religiosa. Realizarán una gira de casi dos años por Estados Unidos de América, Canadá, Australia y diferentes países europeos.
Hasta 1985 no aparece su siguiente álbum, Frankenchrist, que les enfrentaría con el Parents Music Resource Center (PMRC), una organización conservadora estadounidense para la defensa de la moral y las buenas costumbres, conocida por denunciar, censurar y oponerse frecuentemente a artistas de heavy metal, punk y rap, la cual estaba estrechamente vinculada con líderes de diferentes organizaciones religiosas (como Jerry Falwell y Pat Robertson), y con personajes políticos de la centro-derecha americana. 
Musicalmente Frankenchrist es su disco más ecléctico y experimental, las canciones se ralentizan (incluyen menos cortes de lo habitual) y se introducen efectos electrónicos e instrumentos como trompetas, sintetizadores o un buzuki eléctrico llamado Bellzouki. 
Lo que no cambia es la lengua afilada de Biafra, criticando abiertamente el establishment sociopolítico con temas como “Hellnation”, “Stars and Stripes of Corruption” o “MTV – Get Off the Air”.
1986 es el año de su disolución, debida fundamentalmente a enfrentamientos entre Biafra y el resto de la banda (particularmente virulentos con East Bay Ray y Klaus Flouride). 
En febrero dan su último concierto.

### Juicios, "Bedtime for Democracy" y reunión
Tras disolverse, los problemas surgen cuando el mencionado PMRC contrata a un prestigioso bufete de abogados para demandar al grupo por "distribución de material obsceno para menores", el motivo fue la inclusión en el disco Frankenchrist de un póster con la ilustración “Penis Landscape” (“El paisaje del pene”), obra del dibujante suizo H. R. Giger, que mostraba órganos sexuales masculinos penetrando vaginas.
La campaña contra los Dead Kennedys la lideran Tipper Gore y Susan Baker, junto a sus maridos Al Gore y James Baker, respectivamente, entonces miembros del Senado estadounidense. 
En junio de 1986 se celebra el juicio, y son condenados, cada uno de los miembros de la banda, a un año de prisión y 2000 dólares de multa. Numerosas tiendas retiran Frankenchrist de sus estantes y la continuidad de Alternative Tentacles se ve seriamente amenazada.
Durante el juicio aparece su último disco, Bedtime for Democracy, en el que dejan de lado los experimentos de Frankenchrist y vuelven a la velocidad que caracterizaba a sus primeros trabajos. 
El disco lo lanzan a modo de obtención de fondos para costear el juicio, y se pone en marcha una campaña en defensa de la libertad de expresión, en la que reciben el apoyo de músicos como Frank Zappa, Crass y las bandas de Alternative Tentacles.
En 1987 aparece la recopilación Give Me Convenience or Give Me Death, que contenía los temas inéditos “Pull my Strings” y una versión de “I Fought the Law”. 
Este año termina el proceso y son absueltos de todos los cargos.
En el año 2000 Dead Kennedys decidieron reunirse de nuevo, aunque esta vez sin Jello Biafra, tras una serie de juicios por los derechos de la banda. 
El grupo comenzó a tocar con Brandon Cruz como vocalista, sustituido en mayo de 2003 por Jeff Penalty.. La banda ha lanzado dos álbumes en vivo de actuaciones de archivo sobre Manifesto Records: Mutiny on the Bay, recopiladas de diversos espectáculos en vivo, incluyendo una grabación de su último show con Biafra en 1986 y Live at the Deaf Club, una grabación de una actuación en 1979 en el Club de Sordos de San Francisco , que fue recibido con más entusiasmo.
Jeff Penalty dejó la banda en marzo de 2008 en lo que describe como una "separación no amistosa." Fue reemplazado por el excantante de Wynona Riders, Ron "Skip" Greer. DH también dejó la banda para "tomarse algún tiempo para asuntos personales". Fue reemplazado durante una gira por el baterista , Dave Scheff de la banda "Translator".

### Descanso y Vuelta
El 21 de agosto de 2008, la banda anunció un largo descanso de las giras debido a los problemas relacionados con la salud de Flouride  y Peligro. Manifestaron sus planes para colaborar en nuevos proyectos. La banda realizó un concierto en Santa Rosa, California , en junio de 2009, con Peligro de vuelta a la batería. 
En agosto de 2010, Dead Kennedys anunció planes para una corta gira por la costa este. La alineación montada para esta gira contenía East Bay Ray, Peligro, Greer, y el bajista Greg Reeves reemplazara a Flouride, que estaba tomando "tiempo personal" de la banda. Las fechas de sus conciertos incluyeron actuaciones en Filadelfia, Nueva York Ciudad, Boston, Washington D. C., Portland, Maine y Hawái

## Legado
Los Dead Kennedys han influenciado a múltiples grupos tales como System of a Down, Slipknot, Mayhem, Napalm Death, Green Day, Faith No More, Mr. Bungle, Rage Against the Machine, Rise Against, Lendakaris Muertos, Sepultura, Megadeth, Descendents, NOFX, Bad Religion, Slayer, X, Vio-lence, Minutemen, The Hives, Saves the Day y Screeching Weasel, entre otros.

## Miembros
Miembros actuales
- Ron "Skip" Greer - voz (2008-presente)
- East Bay Ray: guitarra (1978-1986, 2001- )
- Klaus Flouride: bajo (1978-1986, 2001- )

Miembros anteriores
- Jello Biafra: voz (1978-1986)
- D.H. Peligro: batería (1981-1986, 2001-2022)
- Brandon Cruz: voz (2001-2003)
- Jeff Penalty: voz (2003-2008)
- 6025: batería (1978), segunda guitarra (1978-1979)
- Ted : batería (1978-1981)

## Discografía
Publicaron casi todos sus trabajos en su propia discográfica: Alternative Tentacles.

### Álbumes de estudio
- 1980: Fresh Fruit for Rotting Vegetables (Alternative Tentacles)
- 1982: Plastic Surgery Disasters (Alternative Tentacles)
- 1985: Frankenchrist (Alternative Tentacles)
- 1986: Bedtime for Democracy (Alternative Tentacles)

### EP
- 1981: In God We Trust, Inc. (Alternative Tentacles)

### Álbumes en directo
- 1983: A Skateboard Party (Alternative Tentacles/Starving Missile Records). Concierto de la gira europea de 1982, grabado en Múnich, Alemania
- 2001: Mutiny on the Bay (Manifiesto). Material en directo de la primera época de la banda (1980-1986)
- 2004: Live at the Deaf Club (Manifiesto). Grabado en la sala Club of the Deaf, el 3 de marzo de 1979

### Álbumes sencillos
- 1979: California Über Alles (Alternative Tentacles)
- 1980: Holiday in Cambodia (Alternative Tentacles)
- 1980: Kill the Poor (Alternative Tentacles)
- 1981: Too Drunk to Fuck (Alternative Tentacles)
- 1981: Nazi Punks Fuck Off (Alternative Tentacles)
- 1982: Bleed for Me (Alternative Tentacles)
- 1982: Halloween (Alternative Tentacles)

### Álbumes recopilatorios
- 1987: Give Me Convenience or Give Me Death (Alternative Tentacles)
- 2007: Milking the Sacred Cow (Manifesto)

### Vídeos
- 1987: The Early Years Live (Alternative Tentacles). VHS. Reeditado en DVD por Decay Records
- 2003: The Lost Tapes (Decay). DVD
- 2004: Live at DMPO's on Broadway (Cherry Red). DVD